# Ремінісценція (психологія)
Ремінесценція — відкладене відтворення того, що спочатку, при безпосередньому відтворенні, було тимчасово забуто, не відтворювалося. Термін ремінісценція був запропонований сербським вченим В. Урбанчіча в 1907 р.
Закономірним процесом пам'яті є забування, яке «очищує» її від деталей, сприяє узагальненню засвоєних знань (згадки стають більш ідеальні, людина усвідомлює їх наче через рожеві окуляри).
Ефективність запам'ятовування залежить від рівня зацікавленості, уважності, організаційної структури й емоційної насиченості матеріалу. В залежності від застосовуваних способів запам'ятовування розрізняють такі його види: довільне й недовільне, механічне й змістовне, безпосереднє та опосередковане.
Найбільш ефективним є змістовне засвоєння матеріалу (установка і мотивація на запам'ятовування, структурування змісту матеріалу, виділення у ньому опорних елементів, встановлення зв'язків між ними, повторення їх шляхом систематизації), неефективним — механічне завчання.